# Sheila Hancock
Sheila Cameron Hancock, DBE, född 22 februari 1933 i Blackgang på Isle of Wight, är en brittisk skådespelare och författare. Hancock var gift med skådespelaren John Thaw från 1973 fram till hans död 2002.

## Filmografi (i urval)
- 1964 – Nu tar vi Cleopatra
- 1967 – Hur jag vann kriget
- 1968 – En rar liten mamma, som borde mördas!
- 1970 – Take a Girl Like You
- 1979 – Landet Narnia (röst)
- 1988 – Doctor Who (TV-serie)
- 1989 – Asterix – bautastenssmällen (röst)
- 1990 – Tre män och en liten tjej
- 1992 – Kommissarie Morse (TV-serie)
- 1993 – Beatrix Potters underbara sagovärld (TV-serie)
- 1995 – Lycksökerskorna (TV-serie)
- 1997 – Love and Death on Long Island
- 1999 – Alice i Underlandet
- 2000–2001 – EastEnders (TV-serie)
- 2005 – Bleak House (miniserie)
- 2008 – Pojken i randig pyjamas
- 2016 – This Beautiful Fantastic
- 2016 – Casualty (TV-serie)
- 2017 – Unge kommissarie Morse (TV-serie)
- 2021 – Saknad, aldrig glömd (TV-serie)
- 2023 – I famnen på en mördare (TV-serie)